# CA-32 (Spanje)

De CA-32

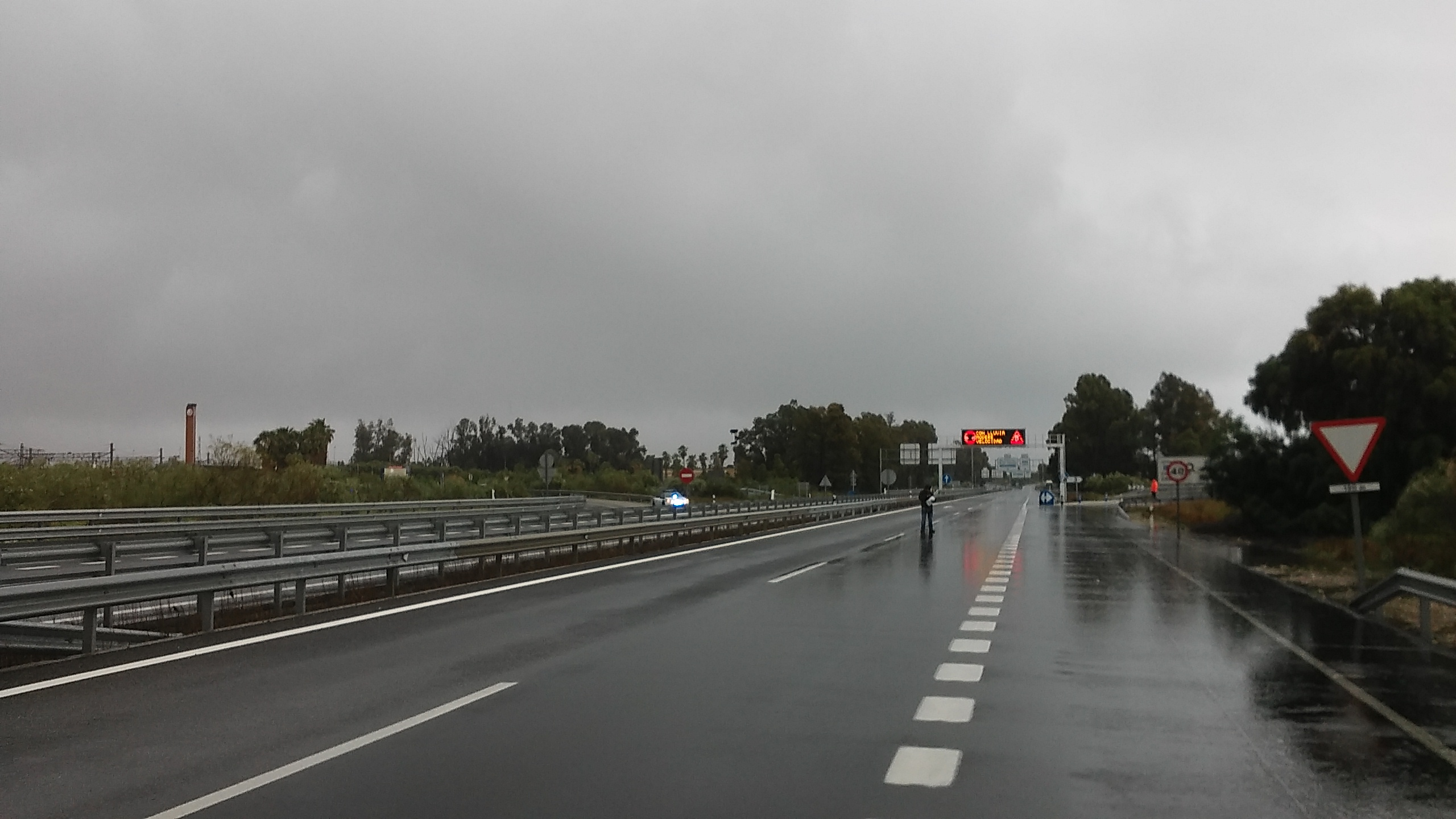
De CA-31

De CA-32 of Acceso Sur al Puerto de Santa María  is een autovía in Andalusië. De stadssnelweg bij Cádiz is 5,1 kilometer lang en verbindt El Puerto de Santa María met puerto Real.